# Homewood (Illinois)
Homewood és una població dels Estats Units a l'estat d'Illinois. Segons el cens del 2000 tenia 19.543 habitants.

## Demografia
Segons el cens del 2000, Homewood tenia 19.543 habitants, 7.552 habitatges, i 5.256 famílies. La densitat de població era de 1.451,1 habitants/km².
Dels 7.552 habitatges en un 35,6% hi vivien nens de menys de 18 anys, en un 55,7% hi vivien parelles casades, en un 11,2% dones solteres, i en un 30,4% no eren unitats familiars. En el 27,6% dels habitatges hi vivien persones soles el 13,2% de les quals corresponia a persones de 65 anys o més que vivien soles. El nombre mitjà de persones vivint en cada habitatge era de 2,55 i el nombre mitjà de persones que vivien en cada família era de 3,14.
Per edats la població es repartia de la següent manera: un 27,1% tenia menys de 18 anys, un 5,4% entre 18 i 24, un 26,8% entre 25 i 44, un 24,3% de 45 a 60 i un 16,4% 65 anys o més.
L'edat mediana era de 40 anys. Per cada 100 dones de 18 o més anys hi havia 80,3 homes.
La renda mediana per habitatge era de 57.213 $ i la renda mediana per família de 70.941 $. Els homes tenien una renda mediana de 50.689 $ mentre que les dones 35.978 $. La renda per capita de la població era de 26.074 $. Aproximadament el 3,2% de les famílies i el 4,3% de la població estaven per davall del llindar de pobresa.

## Poblacions properes
El següent diagrama mostra les poblacions més properes.